# Národní park Volcanoes

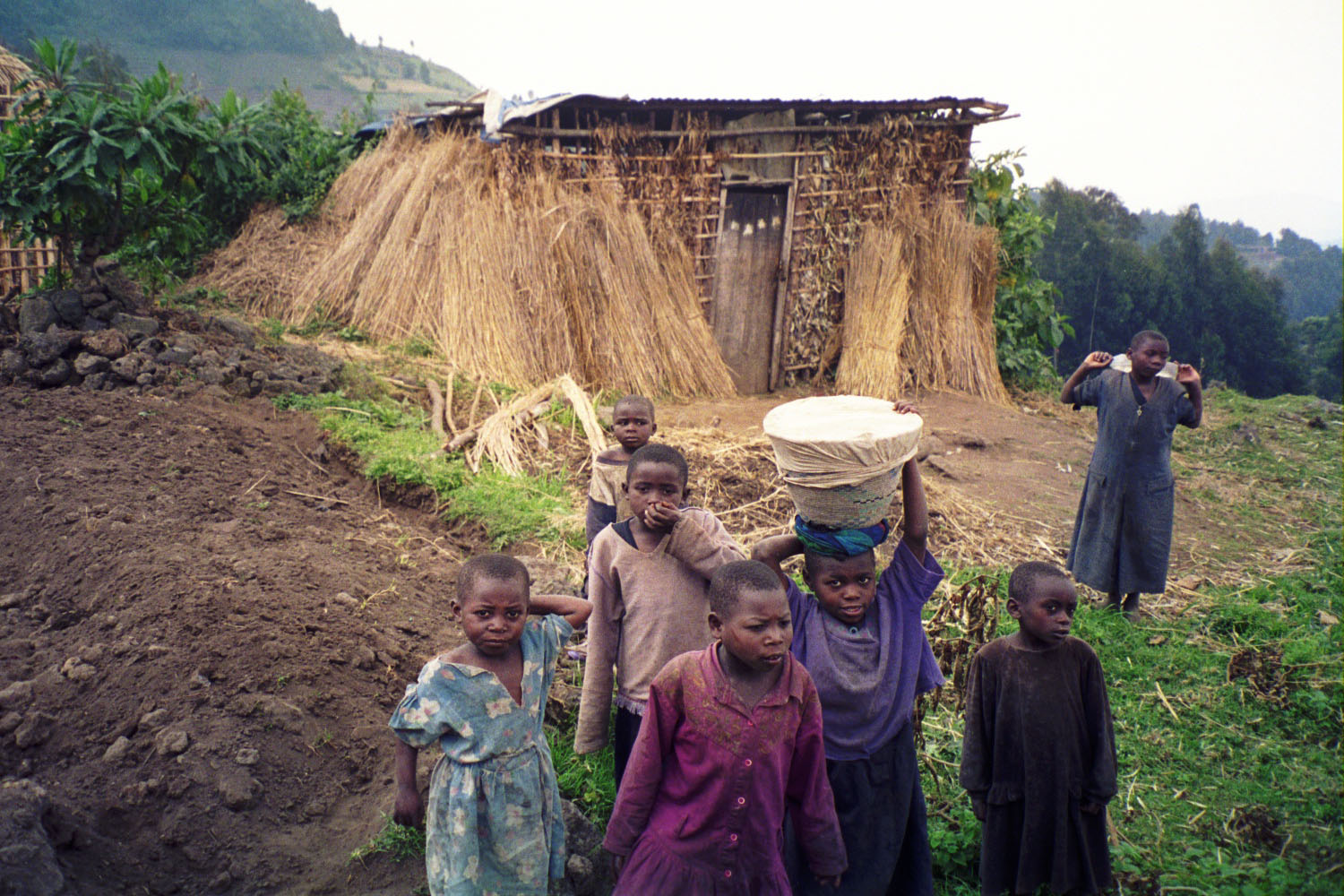
Rwandské děti na farmě Národního parku Volcanoes

Volcanoes (francouzsky: Parc National des Volcans, rwandsky: Pariki y’Igihugu y’Ibirunga) je národní park ležící v Severní provincii Rwandy při hranicích s Národním parkem Virunga v Demokratické republice Kongo a ugandským Národním parkem Mgahinga.
Žije v něm kriticky ohrožený druh primátů gorila horská a opice kočkodan zlatý z čeledi kočkodanovití. Z dalších savců jsou zastoupeni tur chocholatka černá, buvol africký, hyena skvrnitá a lesoň. Zaznamenáno bylo několik jedinců slona, vyskytujícího se v tomto areálu vzácně. Z ptáků bylo evidováno 178 druhů, včetně alespoň 13 endemitních druhů a 16 endemitních poddruhů pro oblast Virungy a pohoří Ruwenzori.
Na ploše parku 160 km2 leží pět z osmi sopek pohoří Virunga, jimiž jsou Karisimbi, Bisoke, Muhabura, Gahinga a Sabyinyo. Vegetaci tvoří deštný les a bambusový les. Rezervace se stala základnou výzkumu americké primatoložky Diany Fosseyové.

## Historie
Park byl poprvé úředně zapsán v roce 1925 jako malá oblast ohraničující hory Karisimbi, Bisoke a Mikeno, z důvodu ochrany goril před pytláctvím. Stal se tak vůbec prvním národním parkem v Africe. V roce 1929 se jeho hranice rozšířily na další území Belgického Konga a Ruandy-Urundi, za vzniku Albertova národního parku o rozloze 8 090 km2. Jeho správu řídily belgické koloniální úřady. V roce 1958 došlo k vymýcení 700 hektarů parku za účelem vzniku lidského osídlení.
Mezi lety 1969 a 1973 bylo vykáceno dalších 1 050 hektarů plochy pro pěstování řimbaby.
Park se stal od roku 1967 vědeckou základnou pro Dianu Fosseyovou, která v něm prováděla výzkum goril. Americká primatoložka zřídila Výzkumné centrum Karisoke na spojnici sopek Karisimbi a Bisoke. Její činnost se následně zaměřila na ochranu goril před vyhynutím, včetně upoutání mezinárodní pozornosti na problém snižování populace zvířat. Zavražděna byla ve své chýši roku 1985 neznámým útočníkem.
Během občanské války ve Rwandě se národní park stal jedním z bojišť. K útoku na ředitelství došlo v roce 1992. Výzkumné centrum bylo opuštěno a turistický ruch zastaven až do roku 1999.